# Bambous
Bambous ist die Bezirkshauptstadt des Bezirks Black River auf Mauritius. Ihre Einwohnerzahl wurde 2007 auf 13.665 geschätzt.
Die Leichtathletik-Afrikameisterschaften 2006 wurde im Stade Germain-Comarmond in Bambous ausgetragen.